# Ofensiva de Palmira (diciembre de 2016)
La ofensiva de Palmira en diciembre de 2016 fue una operación militar lanzada por el ejército del EIIL que condujo a la reconquista de la antigua ciudad de Palmira y a un ataque fallido del EIIL en la base aérea Tiyas T-4 al oeste de la ciudad. El EIIL anteriormente controlaba la ciudad desde mayo de 2015 hasta marzo de 2016.
La inesperada ofensiva relámpago se produjo al mismo tiempo que tres importantes ofensivas contra el EIIL: la ofensiva turca occidental al-Bab y la batalla de al-Bab al norte de Alepo, la campaña kurdo-árabe de al Raqqa y la batalla iraquí de Mosul en Irak, que estaban ganando terreno al Estado Islámico.
En enero de 2017, el ejército sirio y las fuerzas aliadas lanzaron otra ofensiva para recuperar Palmira y sus alrededores.

## Antecedentes
El EIIL capturó la antigua ciudad de Palmira en mayo de 2015 después de que el Ejército Árabe Sirio (SAA) se retirara de la ciudad. El ejército sirio recuperó la ciudad en marzo de 2016. Sin embargo, el grupo todavía tenía territorio en la gobernación de Homs y había comenzado a llevar a cabo ataques insurgentes contra el ejército sirio después de perder la ciudad. La ciudad es histórica e internacionalmente importante y la ofensiva se produce al mismo tiempo que el EIIL está siendo atacado militarmente en su sede de Mosul y Raqa. Palmira también es estratégicamente importante, ya que está cerca de campos petroleros. La ofensiva se lanzó en un momento en que los ejércitos sirio y ruso estaban concentrados en la ofensiva de Alepo. La Base Aérea Militar de Tiyas está cerca de la ciudad. Es una instalación de seguridad importante para el ejército sirio, ya que les proporciona un apoyo aéreo cercano. También sería difícil recuperar Palmira sin él.

## Ofensiva

### Captura de Palmira por parte del EIIL

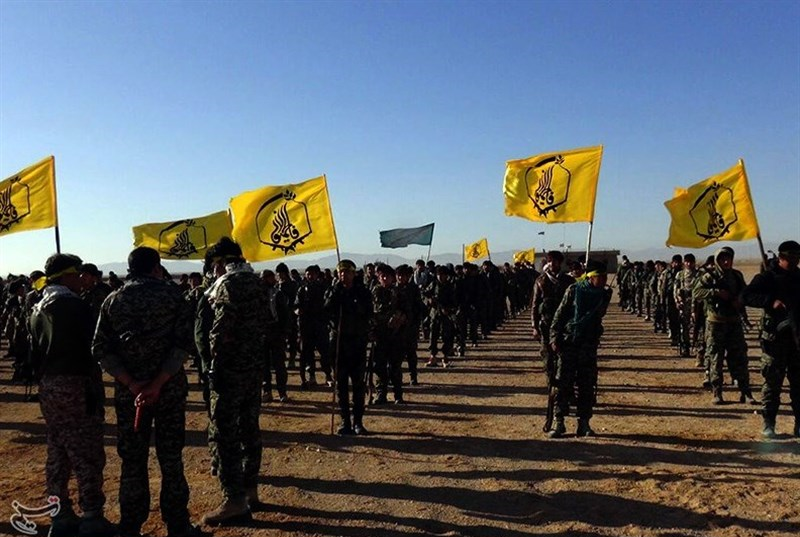
Milicianos de Liwa Fatemiyoun reunidos a las afueras de Palmira el 10 de diciembre en un intento de contrarrestar la ofensiva del EIIL.

El EIIL lanzó la ofensiva en la campiña nororiental de Homs el 8 de diciembre de 2016, contra las defensas de las SAA cerca de la aldea de Huwaysis y las montañas de Jazal, ubicadas al norte de Palmira. El grupo comenzó el ataque enviando dos oleadas de combatientes a asaltar sus defensas cerca de Huwaysis, lo que provocó fuertes enfrentamientos. Sin embargo, no pudo penetrar la primera línea de defensa y se vio obligado a retirarse. Los medios locales informaron que 60 militantes murieron, mientras que ocho de sus vehículos blindados fueron destruidos.
El grupo lanzó otro asalto más tarde en el día, con ataques simultáneos cerca de los campos de petróleo y gas de Jazal, Mahr y Shaer, así como las áreas de Huwaysis, Arak, los Silos de Palmira, al-Hayyal Mount, al-Sekkary, el antiguo Palacio de al-Hallabat y una base abandonada cercana a la base aérea T4. Pudo capturar siete puestos de control del Ejército, que se retiraron tras fuertes enfrentamientos. Además, también capturó el Palacio al-Hallabat, el Monte al-Hayyal, Sawamea del Sur y Huwaysis. Al menos 34 soldados murieron y cuatro, incluido un oficial, fueron capturados. Con estos avances, el grupo se acercó a 4 kilómetros (2,5 mi) de Palmira. El grupo también capturó silos de grano al noreste de Palmira, así como la aldea de Jazal y sus campos petroleros. Mientras tanto, la Fuerza de Tarea Conjunta Combinada - Operación Resolución Inherente lanzó un ataque aéreo masivo contra una flota del Estado Islámico de 168 camiones cisterna de petróleo, destruyéndolos.
La SAA contraatacó el 9 de diciembre, para recuperar las posiciones que perdió el día anterior, además de traer refuerzos y lanzar ataques aéreos. 15 soldados murieron en una emboscada del EIIL cerca del campo petrolífero de Mahr. El Estado Islámico capturó las colinas de al-Berej, los campos petrolíferos de Jihar, los campos petrolíferos de Mahr y un puesto de control cercano durante los enfrentamientos.
El 10 de diciembre llegaron refuerzos del ejército a Palmira. El ejército mató al menos a 45 militantes y tres tanques del Estado Islámico destruidos cerca de los Silos de Palmira. Un asalto anterior del grupo a los silos había fracasado, pero pudo capturarlos más tarde, llegando así a la entrada de Palmira. Las Fuerzas Aéreas de Rusia y Siria atacaron posiciones del EIIL en campos petrolíferos alrededor de Palmira, destruyendo varios vehículos blindados y varios vehículos técnicos. Un MiG-23 de la Fuerza Aérea Siria se estrelló en el área de Jazal. El EIIL afirmó haberlo derribado, mientras que el opositor Observatorio Sirio de Derechos Humanos (SOHR) informó que no se sabía si se estrelló debido a fallas técnicas o fue derribado. También comenzaron a producirse enfrentamientos alrededor de Wadi al-Ahmar, donde el ejército trajo refuerzos. Más tarde, el grupo capturó la montaña Tar al oeste de la ciudad, además del suburbio norte de Amiriyeh, y entró en Palmira. Al final del día, habían capturado la mayor parte de la ciudad, incluido el Castillo de Palmira, y estaban a punto de tomar el control total de Palmira. Los residentes de Palmira fueron evacuados por la noche por el ejército.
Temprano el 11 de diciembre, después de la llegada de refuerzos, el ejército sirio, respaldado por unidades aéreas sirias y rusas,  lanzó un contraataque exitoso para expulsar a las fuerzas del EIIL de la ciudad. Los militantes se retiraron a los huertos en las afueras de Palmira. Según el Ministerio de Defensa ruso, el EIIL sufrió más de 300 muertos. Sin embargo, más tarde ese mismo día, el EIIL lanzó un nuevo asalto contra Palmira después de reagruparse, ingresando a la ciudad una vez más y capturando Amiriyeh, la cima de la colina y el complejo de viviendas de oficiales. Finalmente, el EIIL tomó el control total de la ciudad cuando el Ejército se retiró al sur de Palmira.

### Ataque a la base aérea de Tiyas

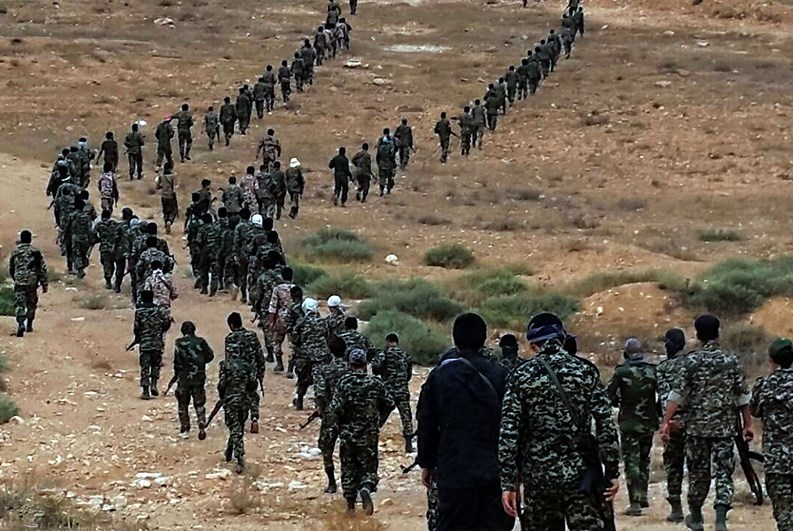
Tropas de Liwa Fatemiyoun cerca de Palmira durante la ofensiva

El EIIL comenzó a avanzar hacia el oeste desde Palmira hasta la base aérea militar de Tiyas (también llamada base aérea al-Taifor y la base aérea T4) después de la captura de la ciudad el 11 de diciembre. El grupo capturó dos pueblos al oeste de la ciudad durante el día. También capturó una base abandonada al oeste de la base aérea. A primeras horas del 12 de diciembre, el EIIL lanzó un ataque contra el cruce de Jihar, de importancia estratégica, cerca de la base aérea, y lo capturó después de fuertes enfrentamientos. Más tarde capturó puestos de control de seguridad en los distritos cercanos de Mashtal y Qasr al-Hir, lo que le permitió lanzar un ataque contra la base aérea encabezado por dos coches bomba, lo que resultó en una batalla de horas con los atrincherados defensores de las SAA. Con la ayuda de numerosos ataques aéreos rusos, las fuerzas del gobierno finalmente repelieron el asalto, ya que las fuerzas del EIIL se reagruparon para otro intento de romper las defensas de la base aérea. Mientras tanto, cientos de refuerzos progubernamentales llegaron a la línea del frente, que pertenecía a las Fuerzas de Defensa Nacional, Qalamoun Shield y al Regimiento del Golán afiliados a las Fuerzas de Defensa Nacional.  Rusia llevó a cabo ataques aéreos contra EIIL en Palmira, matando a cinco personas.
El grupo atacó nuevamente la base aérea el 13 de diciembre, luego de avanzar alrededor de ella en un intento de sitiarla. Los refuerzos del ejército sirio y las fuerzas especiales rusas llegaron a la base más tarde ese día. Durante el día, el EIIL avanzó hacia un puesto de control en la carretera a Al-Qaryatayn, finalmente lo capturó y cortó la carretera. La carretera era una ruta de suministro principal para el ejército sirio en la gobernación de Homs y se había utilizado para suministrar refuerzos militares a la base aérea y a la ciudad de Homs desde Al-Qaryatayn. Mientras tanto, se repelió un asalto de los militantes a la estación de bombeo de Tiyas durante la noche. Los enfrentamientos se reanudaron el 14 de diciembre, con el Ejército tratando de recuperar áreas que había perdido anteriormente alrededor de la base aérea. El Ejército recapturó la montaña Tiyas así como la base abandonada ubicada en el norte de la base aérea luego de lanzar una contraofensiva durante la madrugada.  También recuperó los puestos de control en la carretera a al-Qaryatayn que había perdido un día antes. Mientras tanto, el EIIL capturó la aldea de al-Sharifah al oeste de la base aérea. Más tarde ese día, el EIIL lanzó otro ataque contra la base aérea, pero gracias a los refuerzos gubernamentales recién llegados, pertenecientes a las fuerzas paracaidistas del 800º Regimiento de la Guardia Republicana, el asalto fue repelido. La noche siguiente, un contraataque de la SAA expulsó al EIIL de las afueras de la base aérea.
La coalición liderada por Estados Unidos declaró el 16 de diciembre que había llevado a cabo ataques aéreos cerca de la base aérea contra el EIIL el día anterior, destruyendo el armamento pesado que incautó después de recapturar Palmira. Un sistema de artillería de defensa aérea, 14 tanques, tres sistemas de artillería, dos edificios controlados por el EIIL y dos vehículos tácticos fueron destruidos en total. Según los informes, los ataques mataron al menos a 38 militantes. El ejército sirio lanzó otro contraataque el 16 de diciembre, recuperando la zona de cruce de Qaryatayn-T4. Más tarde también recuperaron la carretera entre al-Sharifah y al-Qaryatyn y reabrieron la ruta directa entre al-Qaryatayn y la base aérea. Umar As'ad, líder del EIIL, murió en los enfrentamientos.  El ejército recapturó un puesto de control cerca de al-Qaryatayn el 17 de diciembre. Otro ataque del EIIL más tarde ese día fue repelido, mientras que el ejército capturó las colinas de Al-Sha'arah al norte de la base abandonada. El EIIL lanzó otro ataque contra la base aérea el 19 de diciembre y derribó un helicóptero ruso. El ataque fracasó con la muerte de 36 combatientes del EIIL. Al menos 20 combatientes progubernamentales murieron en él mientras que un helicóptero fue derribado, dejando a sus dos pilotos muertos. El 20 de diciembre se produjeron enfrentamientos entre los dos bandos en las afueras de la presa de Abu Kala y en otras zonas cercanas a la base aérea. El EIIL también atacaba repetidamente la base abandonada para recuperarla. El 22 de diciembre, el EIIL lanzó otro ataque por la mañana, que fracasó. Posteriormente los militantes lanzaron otro asalto, que también fue repelido. Luego, el grupo fue conducido de regreso a Palmira.  Al mismo tiempo, un ataque aéreo estadounidense mató al principal comandante del EIIL en el frente de Palmira, Amr As'ad. 

## Consecuencias: enfrentamientos esporádicos y contraofensiva de SAA
Continuaron produciéndose enfrentamientos esporádicos alrededor de la base aérea, con 13 soldados muertos en un ataque del EIIL en al-Sharifa el 24 de diciembre. El EIIL lanzó otro asalto el 26 de diciembre, asaltando la posición del ejército sirio al oeste de la zona de Badiyah en Palmira y luego contra sus posiciones al norte de las colinas de Sha'rah antes de ser repelido. Los enfrentamientos volvieron a estallar cerca de la base aérea y al-Sharifa durante el día, con el ejército sirio avanzando en la zona. El 29 de diciembre, el ejército sirio aseguró las colinas que rodean el poblado de Sharifah. Al día siguiente, las SAA recuperaron el pueblo. Se informó de enfrentamientos en la zona el 31 de diciembre, cuando las SAA intentaron recuperar la población.
Los enfrentamientos volvieron a estallar el 2 de enero de 2017, alrededor de al-Sharifah y la base aérea, además de la Cuarta Estación. El 4 de enero, se informó de que el EIIL se estaba retirando de las zonas cercanas a la base aérea de Tiyas. Algunos enfrentamientos continuaron cerca de la base aérea después del 5 de enero.
El 12 de enero de 2017, el ejército sirio lanzó la ofensiva de Homs Occidental para retomar Palmira.

## Reacciones diplomáticas
El 12 de diciembre de 2016, el ministro de Relaciones Exteriores de Rusia, Serguéi Lavrov, comentó que la ofensiva del Estado Islámico en Palmira podría haber sido "orquestada" para distraer a las fuerzas de los militantes en el este de Alepo, y los refuerzos del EIIL se trasladaron luego de Mosul a Palmira por rutas que podrían haber sido bloqueadas por la aviación de la coalición liderada por Estados Unidos. El portavoz del Ministerio de Defensa ruso, Ígor Konashénkov, declaró que el Estado Islámico hizo uso de una pausa en las ofensivas de Mosul y Raqa para enviar refuerzos a Palmira, y que el EIIL estaba seguro de que estas ofensivas no se reanudarían de inmediato. Konashenkov comentó que los reveses del gobierno en Palmira muestran que no se debía permitir que el Estado Islámico se reagrupara.
El ministro de Relaciones Exteriores francés, Jean-Marc Ayrault, declaró que la prueba de que el objetivo declarado de Rusia de atacar a los militantes en Siria era falso radicaba en los informes de que el EIIL había retomado Palmira, mientras lo acusa de estar allí para salvar al gobierno de Assad y "hacer caer Alepo".